# Emlékezetzavar
Az emlékezet zavarai
„Egészségérzésünk és identitásunk fenntartásának kulcsa az emlékezet, mely hidat képez múltunk, jelenünk és jövőnk között. A múltbéli élmények felidézése, jóllehet nem mindig tökéletesen pontos, egyrészt lehetővé teszi a jelenben zajló események értelmezését és az azokra való reagálást, másrészt pedig irányt mutat a jövőre vonatkozó döntések meghozatalában. Emlékezet hiányában mindig elölről kellene kezdenünk mindent, segítségével azonban egyfajta folyamatosságot és előrehaladást tapasztalunk az életben. Előfordul, hogy összeomlik az emlékezet egysége, kiesnek fejünkből frissen megszerzett, új információk, és nem emlékszünk régen történt vagy megtanult dolgokra.” – (Comer, 2005)

## Az emlékezet károsodásáról
Az emlékezet károsodásának fajtáit két nagy kategóriába sorolhatjuk. Az egyik csoport a disszociatív zavar, a másik pedig az organikus eredetű emlékezetzavar.

## Disszociatív zavarok
Az emlékezet bizonyos része disszociálódik, azaz leválik az emlékezet többi részéről, a személy minden különösebb fizikai ok nélkül tapasztalja memóriájának jelentős mértékű módosulását. (Comer, 2005)

### Disszociatív amnézia
A disszociatív amnéziában szenvedő emberek egyik pillanatról a másikra többé nem lesznek képesek arra, hogy felidézzék életük fontos eseményeit (APA, 1994). Az emlékezetvesztés sokkal nagyobb mértékű, mint az egyszerű felejtés és nem tulajdonítható semmilyen organikus elváltozásnak. Az amnéziás epizód kiváltó oka igen gyakran valamilyen felzaklató esemény (Classen, Coopman és Spiegel, 1993). Négy típusát különböztetjük meg:
A lokalizált (körülírt) amnézia esetében a beteg egy bizonyos időintervallumon belül történtekre nem emlékszik. Általában valamilyen megrázó esemény okozza az amnéziát. Szelektív amnéziában szenvedő emberek egy behatárolt időn belül csak bizonyos dolgokra emlékeznek. Generalizált amnézia esetében az ember a trauma előtti időre sem emlékszik. Rosszabb esetben azt is elfelejtheti ő maga kicsoda, és rokonait, ismerőseit sem ismeri fel. A folytonos amnézia abban különbözik az eddig felsoroltaktól, hogy ilyenkor a felejtési folyamat a mindenkori aktuális pillanatig fennáll és a beteg nem képes megtartani új emlékeket. Ezek az amnézia típusok mind az epizodikus emlékezetet érintik, mely a személyes, magán jellegű emlékezés. A szemantikus emlékezetet, ami a lexikális ismereteket tárolja, az épen marad (Comer, 2005).

### Disszociatív elkóborlás
A betegek nemcsak személyes identitásukat és múltjuk egyes részeit felejtik el hanem  gyakran el is mennek otthonról. Sokan új identitást teremtenek maguknak (APA, 1994). Vannak betegek, akik nem mennek messzire, új identitásuk sincs igazán kidolgozva, szociális kapcsolataik is szegényesek maradnak (APA, 1994). Ilyen esetekben az elkóborlás csak rövid ideig tart. Vannak azonban olyan esetek, amikor az elkóborlók  új, jól kidolgozott identitást alkotnak maguknak, új nevet vesznek fel és új munkát is keresnek maguknak. Sokszor olyan személyiségjegyeket vesznek fel, amelyek korábban soha nem voltak jellemzőek rájuk.
Ez a jelenség körülbelül a népesség 0,2 százalékát érinti. A disszociatív amnéziához hasonlóan általában valamilyen stressz esemény után jelentkezik. Az elkóborlás hasonlít a disszociatív amnéziához abban, hogy a szemantikus ismeretek épen maradása mellett kizárólag a múlt epizodikus emlékei károsodnak (Comer, 2005).
Az elkóborlást átélt ember szinte minden emlékét visszanyeri, és többé nem esik vissza korábbi állapotába. Amint a személyek ismét múltjuk birtokába jutnak, sokan közülük elfelejtik elkóborlásuk időszakának eseményeit (APA, 1994).

### Többszörös személyiségzavar
A többszörös személyiségzavarban  szenvedő embereknek kettő vagy még több alszemélyiséggel rendelkeznek. Mindegyiknek saját emlékezeti rendszere, viselkedésmódja, gondolatai és érzelmei vannak. Egyszerre csak egy alszemélyiség uralja az illető tudatát. Az elsődleges vagy gazdaszemélyiségnek nevezett alszemélyiség a többinél gyakrabban szokott megjelenni. Az egyik személyiségből a másikba váltás általában hirtelen és drámai módon történik (APA, 1994; Dell és Eisenhower, 1990). Az átmenetet gyakran valamilyen stressz esemény indítja be, bár mesterséges előidézői is lehetnek, mint például a hipnotikus szuggesztió.
A vizsgálatok arra engednek következtetni, hogy az ilyen betegek csak nem 97%-át bántalmazták fizikailag első néhány életévük során, gyakran szexuális visszaélés áldozatai is voltak (Ross et al., 1991, 1990, 1989; Dell és Eisenhower, 1990; Putnam et al., 1986). A zavar háromszor olyan gyakran fordul elő nők mint férfiak esetében (APA, 1994).

## Organikus emlékezetzavarok
Organikus emlékezetzavarnak nevezzük, amikor az emlékezetben végbemenő változásokat fizikai okok, például egy agysérülés, megromlott egészségi állapot vagy valamilyen szerrel való visszaélés okozza. Ebben az esetben is két csoportot különböztetünk meg, mégpedig az amnesztikus zavarokat és demenciát (Comer, 2005).

### Amnesztikus zavarok
A retrográd amnézia az amnéziát előidéző esemény előtt megtörtént dolgoknak az elfelejtését jelenti, az anterográd amnézia pedig az esemény után történtek megjegyzésének folyamatos képtelenségét jelenti. Az anterográd amnéziáknál a rövid távú, az információkat csak körülbelül néhány percig megőrző emlékezetből az információ valószínűleg nem képes továbbjutni a hosszú távú emlékezetbe. Az anterográd amnéziák feltehetően az információnak a rövid távú emlékezetből a hosszú távúba való juttatásáért felelős temporális lebeny és a középagy sérülésének tulajdoníthatók (Comer, 2005).

### Korszakov-szindróma
A betegségre jellemző, hogy általános tudását és intelligenciáját megőrzi az ember, de nem képes új információkat megjegyezni. A krónikus alkoholisták körülbelül 5 százalékánál jelentkezik. A túlzott alkoholfogyasztás és a nem megfelelő étkezés B1-vitaminhiányhoz vezet. A beteg továbbra is képes elsajátítani új ismereteket, például bizonyos feladatok megoldását, és nyelvi készségeiket is megtartják (Verfaellie et al., 1990). Gyakran bonyolult történeteket és hazugságokat gyártanak a kiesett információk kompenzálására. A súlyos anterográd amnézia mellett általában enyhe retrográd amnéziájuk is van. Miközben a távolabbi múlt eseményeire jól emlékeznek, a szindróma fellépését közvetlenül megelőző évek során történtek felidézésével gondjaik vannak (Albert et al., 1979). Ez a probléma azonban inkább nem az előhívási zavaroknak, hanem a súlyos iszákosságból adódó kódolási problémáknak tudható be (Goodwin, 1995).

### Fejsérülés
Az enyhébb fejsérülések, például az agyrázkódás, általában minimális emlékezeti zavart idéznek elő, és napokon, de legfeljebb néhány hónapon belül elmúlnak (Levin et al., 1987; McLean et al., 1983). A súlyos fejsérüléseknek viszont majdnem a fele tartós anterográd és retrográd jellegű emlékezeti és tanulási zavarokat eredményez, részint a halántéklebenyek és az alatta elhelyezkedő struktúrák károsodásának köszönhetően.

### Agyműtét
A műtéti úton szerzett sérülések sokkal specifikusabb memóriazavarokat eredményeznek. A leghíresebb emlékezetvesztést okozó műtétet egy súlyos epilepsziában szenvedő betegen hajtották végre. Az orvosok eltávolították a halántéklebenyeinek egyes részeit, a hippokampusszal és az amygdalával együtt. A beteg hátralévő életében súlyos anterográd amnéziában szenvedett, senkit nem ismert meg, akivel operációja után találkozott (Comer, 2005).

### Demenciák
Nem mindig lehet teljes mértékben elkülöníteni az amnesztikus zavaroktól. Legnagyobb különbség, hogy ilyenkor a különböző kognitív funkciók közül, mint az absztrakt gondolkodás, az ítélőképesség vagy a nyelvi készségek közül legalább egy komolyan sérül (APA, 1994). Amikor az intellektuális változások már túlságosan nagy mértékben rohamosan súlyosbodva jelentkeznek, akkor a nyilvánvaló demencia szindrómájával állunk szemben. A felnőtt lakosság körülbelül 3 százalékánál mutatható ki (Muir, 1997; APA, 1994). Ez az arány 65 éves kor felett egyre növekszik.

### Alzheimer-kór
Alois Altzheimer német orvosról nevezték el, aki 1907-ben elsőként azonosította a betegséget. A demencia leggyakrabban előforduló formái közé tartozik (Muir, 1997; Bliwise et al., 1987). A betegség elején csak kisebb memória- és figyelemkihagyások, enyhe nyelvi és kommunikációs nehézségek jelentkeznek (Small, Kemper és Lyons, 1997), ezek azonban az idővel egyre gyakoribbá és súlyosabbá válnak. A betegség előrehaladtával, amikor tüneteik egyértelművé válnak, depresszió, szorongás, esetleg düh rohanja meg őket (Devanand et al., 1997). A leépülés elhatalmasodásával egyre kevesebbet törődnek állapotukkal vagy fogyatékosságaikkal, visszahúzódók lesznek, fokozódik térben és időben való dezorientáltságuk, gyakran elkóborolnak és ítélőképességüket szinte teljesen elveszítik (Gallagher-Thompson és Thompson, 1995).

### Vaszkuláris demencia
Az agyi erek károsodása, agyérgörcs (stroke) következtében alakulhat ki, amennyiben az agy egyes területei vagy központjai az agy rossz vérellátásának következtében károsodást szenvednek. Tünetei drámai hirtelenséggel alakulnak ki, ugyanakkor az agy érintetlen területeihez tartozó kognitív funkciók szinte teljes egészében megtartottak (Gallagher-Thompson és Thompson, 1995).

### Pick-kór
Az agy homlok- és halántéklebenyét érintő kór meglehetősen ritka, csak boncolás után különíthető el világosan az Altzheimer-kórtól. Általában 50-60 év körül jelentkezik (Comer, 2005).

### Creutzfeldt-Jakob kór
A progresszív leépüléssel járó betegséget egy lassú, éveken át a szervezetben lappangó vírus okozza. Igen gyorsan alakul ki, gyakran görcsökkel jár, általában 40-60 év között jelentkezik (Comer, 2005).

### Huntington-kór
30-40 éves kor körül kialakuló betegség mozgászavarokkal jelentkezik, melyekhez fokozatosan kognitív és érzelmi zavarok társulnak (APA, 1994). A kezdetben megnyilvánuló motoros tünetek hamarosan az egész testre kiterjedő görcsös rángatózásba torkollnak. A beteg súlyos retrográd amnéziája erősen akadályozza a procedurális készségek, például az új motoros feladatok elsajátítását (Butters et al., 1995). Az emlékezeti problémák a kor előrehaladtával egyre súlyosabbak lesznek.

### Parkinson-kór
A központi idegrendszer betegsége az esetek 20-60 százalékában demenciával jár együtt (APA, 1994). A betegeknek nem csak a hosszú távú emlékezettel vannak problémáik, hanem az új készségek elsajátítása is nehézséget jelent (Harrington et al., 1990).
Az eddig felsorolt betegségeken kívül léteznek fertőzés következtében kialakuló, vírusos vagy bakteriális eredetű demenciák is, ilyen a HIV- és az AIDS-fertőzés, az agyvelőgyulladás és az előrehaladott állapotban lévő szifilisz (Comer, 2005).

## Külső hivatkozások
- Memóriazavarok az alkoholtól
- Memóriazavarok